# Gang do Samba
Gang do Samba ist eine brasilianische Axé-Band.

## Geschichte
Gang do Samba wurde 1992 in Bahia vom Sänger Massal gegründet. Die Gruppe wurde durch die Darbietung ihrer Tänzerinnen und einschlägigen Rhythmen auf zahlreichen Karnevalsveranstaltungen bekannt. Mit dem Album Embolê,  nachdem Rosiane Pinheiro der Gruppe als Tänzerin beitrat, erreichten sie ihren Durchbruch. Gang do Samba spielte zusammen mit Raça Negra, É o Tchan, Só Pra Contrariar, Molejo, Exaltasamba, Belo und Fundo de Quintal auf großen Veranstaltungen. Sie führten Tourneen in Lateinamerika und Europa durch.
Zu ihren größten Erfolgen gehören „Rala O Bumbum“, „Raimunda“, „Que rebolado é esse?“ und „Tingalatinga“.

## Rosiane Pinheiros

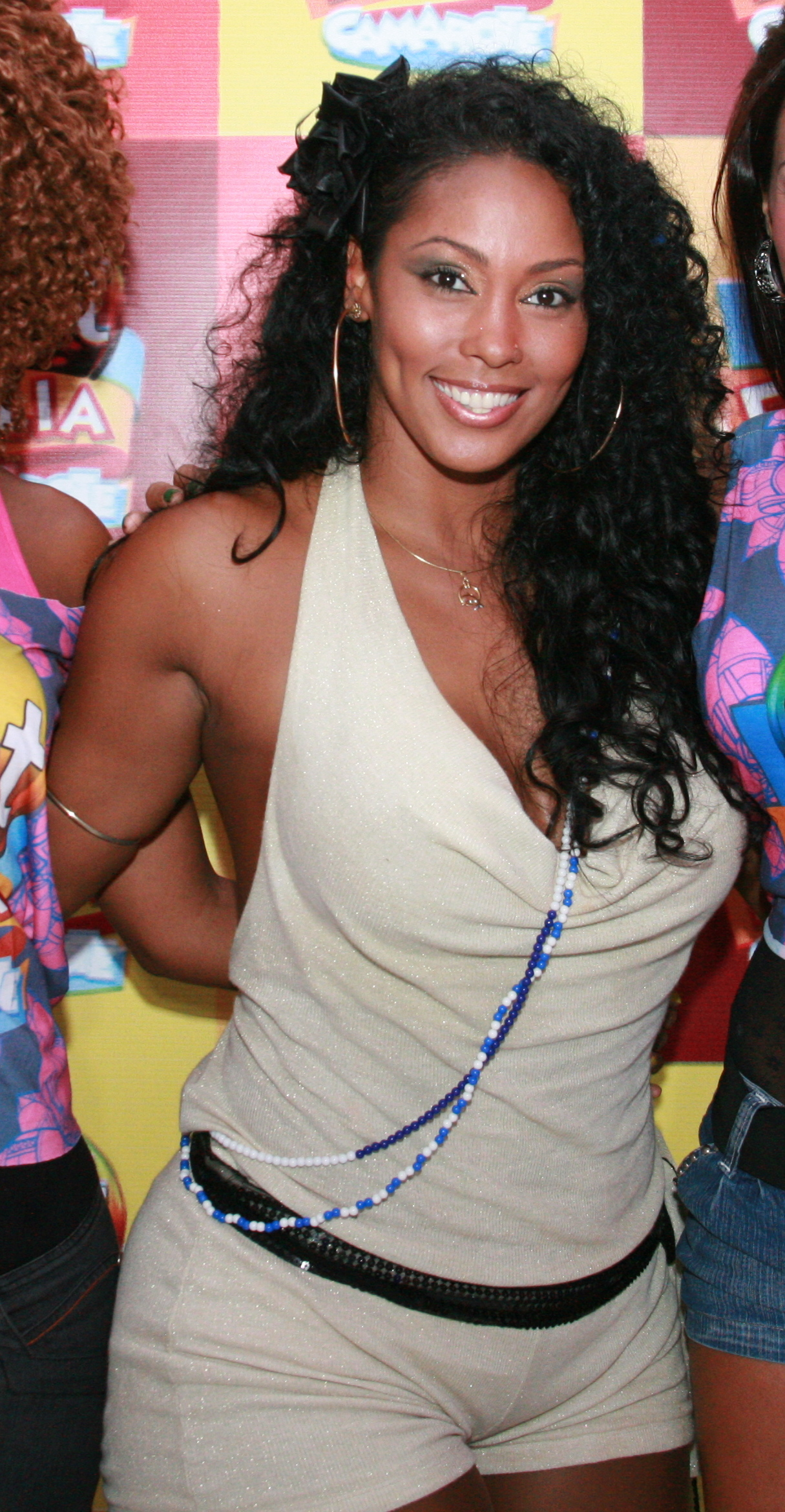
Rosiane Pinheiros (2012)

Rosiane Pinheiros (* 19. Juli 1977 in Salvador da Bahia), eigentlich Rosiane de Souza Pinheiro, begann ihre Karriere von 1997 bis 2004 als Tänzerin von Gang do Samba. Sie gewann den zweiten Platz nach Sheila Carvalho im É o Tchan-Wettbewerb der Tänzerinnen „Nova Morena do Tchan“ und wurde von der Gang do Samba aufgenommen. Durch die zahlreichen Bühnenshows bekannt geworden, nahm sie an vielen Karnevalsveranstaltungen in Salvador, Rio de Janeiro und São Paulo teil. Es folgten TV-Auftritte, Modeljobs, Aufnahmen für den brasilianischen Playboy und sie wurde 2008 zu den 100 sexiesten Frauen der Welt gewählt.

## Besetzung
- Massal (Gesang)
- Erí do Cavaco (Cavaco[5])
- Nego do Surdo (Marcação[6])
- Rosiane Pinheiro (Tänzerin)

## Diskografie
- Embol (1997)
- Melô di Ti Ca Ca (1997)
- Ao Vivo (1999)
- Tingalatinga (2000)
- Samba de roda, Idéia forte (2004)
- Ensaio Geral Ao vivo (2005)